# Papažani
Papažani (szerbül: Папажани), település Bosznia-Hercegovinában, Laktaši községben, Bosanska krajina területén, a Szerb Köztársaságban. 

## Fekvése
Bosznia-Hercegovina északi részén, Banja Lukától légvonalban 22, közúton 29 km-re északkeletre, községközpontjától légvonalban 6, közúton 10 km-re északkeletre, 123-210 méteres magasságban, az Orbász jobb partján fekszik. A településen 1971-ben épült 2 km hosszú aszfaltút halad át. A falu szeres típusú. A házak többnyire az aszfaltút és a falu egyéb tervezett útjai körül helyezkednek el. Gumjera, Kriškovci és Milosavci falvakkal határos. A jelentősebb vízfolyások a Berek, a Gumjera, a Pavića potok, a Busić, a Vodice, és a Jošikovača. Az északi oldalt (a Gumjera-hegység lejtői) erdő borítja, a nyugati oldalon az Orbász folyik. A határ túlnyomórészt sík, délnyugat felé többnyire lejtős. Jelentősebb helynevek: Vilići, Berek, Brđani, Vulino brdo, Gumjera, Lužani, Lug, Klepalo, Kupusnjak, Mlin, Orlović, Rajića bare és Ševari. Nagyobb településrészek: Vukomanovići, Dragići, Ignjatići, Kukolji, Rajići és Ćetojevići.

## Népessége
| Nemzetiségi csoport | Népesség 1991 | Népesség 2013 |
| ------------------- | ------------- | ------------- |
| Szerb               | 418           | 371           |
| Bosnyák             | 0             | 0             |
| Horvát              | 1             | 5             |
| Jugoszláv           | 26            | 0             |
| Egyéb               | 24            | 2             |
| Összesen            | 469           | 378           |

## Története
A lakosság eredetére és a település nevére vonatkozóan nincsenek megbízható adatok. A falu első papja Vasilije Ignjatić volt, akit a helyiek „Vajan papként” ismertek, és 1834-ben született. A falu a drugovići plébániához tartozott. Lakói részt vettek az 1858-as parasztlázadásban, és az 1875-ös törökellenes felkelést is támogatták. Ezekben az években a törökök nagy kegyetlenséget követtek el az itteni emberekkel szemben - kifosztották és felégették a templomokat, megkínozták és megölték a papokat és a tanárokat. 1875. augusztus 8-án elfogták Vasilije papot is, megkötözték és megkínozták, ki akarták végezni, de ő véletlenül életben maradt.
A település 1878-ig tartozott az Oszmán Birodalomhoz, ekkor a berlini kongresszus határozata alapján az Osztrák-Magyar Monarchia része lett. 1879-ben az első osztrák-magyar népszámlálás során a Banja Luka-i járáshoz tartozó településnek 31 háztartása, 252 ortodox és 1 muszlim lakosa volt. A monarchia szétesésével 1918-ban előbb a Szerb-Horvát-Szlovén Királyság, majd 1929-től a Jugoszláv Királyság része. Az 1929-es törvény értelmében, amikor Bosznia-Hercegovinát négy banovinára, Drinskára, Vrbaskára, Zetskára és Primorskára osztották, a település a Vrbaska banovina része lett, amelynek székhelye Banja Luka volt. 
Jugoszlávia megszállása után a Független Horvát Állam (NDH) része lett. A második világháború után a szocialista Jugoszláviához tartozott. A daytoni békeszerződést követő területfelosztásnál Laktaši község részeként a Szerb Köztársaság területéhez került.

## Gazdaság
Papažani lakossága főként mezőgazdasággal foglalkozik, kisebb része pedig a Laktašiban, Banja Lukában, illetve külföldön dolgozik. Kukoricát, búzát, zabot termesztenek, a gyümölcsök (szilva, alma, körte, cseresznye) jól teremnek.

## Oktatás
A településen 1924-ben nyílt meg az első négyosztályos iskola, amely 1950-ben került át a mai kultúrház helyére. Az első tanár Emil Lesek volt, aki 1969-ig dolgozott. Azóta a gyerekek a kriškovci „Ćirilo i Metodije” iskolába járnak, amely a laktaši „Mladen Stojanović” általános iskola regionális iskolája. A kriškovci iskolát régebben „Danko Mitrov”nak hívták.

## Infrastruktúra
A faluban található egy 2012-ben felújított kultúrház és egy élelmiszerbolt. A vízszolgáltatás üzembe helyezése 2011. június 28-án történt, 1990-ben és 1991-ben vezették be a telefonkapcsolatot, 1969-ben kapta meg az áramot a falu. 1999-ben Kukolji és Ćerojevići, 2008-ban Dragići, 2010-ben pedig Vukomanovići településen aszfaltoztak le rövidebb utakat, összesen 2,8 km hosszúságban. 2008-ban aszfaltozták a templomtól Ćetojeviće faluig vezető 830 m hosszú utat, a kultúrháztól a Joviđ-partig (800 m) menő út pedig 2011 októberében készült el.

## Nevezetességei
- A településen a Szent Prokopiusz vértanú tiszteletére szentelt ortodox templom (ünnepe: július 21.) található, amelyet 1998-ban szenteltek fel. A templom előtt a 20. század 60-as éveiben épült egy kisebb templom, amely a temető közepén kapott helyet, nem úgy, mint az új, amely közvetlenül a Vulina-hegyi temető mellett található.[3]